# Torre dels Moscats
Torre dels Moscats és un monument del municipi de Torroella de Montgrí (Baix Empordà) declarat bé cultural d'interès nacional. És una torre de guaita, construïda als segles XVI o XVII, que devia servir de punt intermedi entre els punts de vigilància propers al mar i la població.
Torre aïllada, a uns 3 kilòmetres a llevant de la vila de Torroella de Montgrí, construïda al mig d'un olivar, en els primers replans del vessant meridional del Montplà i no gaire lluny del paratge de les Dunes.
Té forma cilíndrica i té gairebé tota la seva alçada, fins i tot conserva quatre merlets rectangulars. La porta d'entrada se situa al nivell del primer pis i té forma rectangular però és més ampla que alta. La resta d'obertures són petites espitlleres. A l'interior es conserven dues voltes cupulars que conserven la trapa i les marques concèntriques de l'encanyissat emprat per construir-les.
A la base de la torre hi ha una obertura d'entrada molt mal feta que correspon a una època tardana quan la torre es va fer servir de barraca agrícola.